# 若宮テイ子
若宮 テイ子（わかみや ていこ、1954年4月14日 - ）は関西を拠点に活動するDJ、ラジオパーソナリティ。本名 宮本禎子。兵庫県神戸市出身、現在は灘区在住。神戸親和女子大学卒業。血液型はAB型。

## 人物
1981年4月から1985年9月までKBS京都ラジオの深夜ラジオ『ハイヤングKYOTO』の金曜日担当パーソナリティを務めていた（当時は『若宮てい子』）。ピーカーブー（PEEK-A-BOO）のタイトルで情報誌を企画しリスナーを主として会員を募ったが実現しなかった。同番組降板後、渡米。
帰国後は、2017年3月まで長年にわたり、主にFM大阪を活動の中心としていた。同局では屈指の古参DJでもあり、そのかたわらでDJアカデミーの講師も務めていた。
ハイヤングKYOTO時代、毎年鳥人間コンテスト選手権大会で大量の紙飛行機とともにプラットフォームから飛び降りた。
英会話、二胡、ピアノなど特技多数。特にビーズアクセサリー制作は自ら店をオープンするほど熱中している。同じDJである下埜正太と通称「テイ正コンビ」を組んでいる。
既婚で、アメリカ人の夫ピーター、ワイマラナー犬のアマデウスも同居している。

## 出演
ラジオ関西
- 東西南北 ふれあい広場（ポップメイトとして出演。）
- 週刊きいてごラジろ

ABCラジオ
- 鏡宏一・ABCナイトQ（月 - 木曜、1983年10月 - 1985年4月）
- ABCラジオジラ（月曜、1986年12月 - 1987年9月）- 金山一彦とのコンビでパーソナリティを担当
- 慶元まさ美のここいろ気分in大阪（日曜 9:45 - 10:00、2022年5月のみ、休演するパーソナリティの1人井上さゆ梨 の代理で出演）

KBS京都ラジオ
- ハイヤング11（金曜 23:00 - 25:00、? - 1981年3月）
- ハイヤングKYOTO（金曜 22:00 - 25:00、1981年4月 - 1985年9月）　
  - かける曲はすべて洋楽で、当時のAMラジオでは斬新だった。毎週オープニングでJumpをかけていた。若宮がリスナーのために専用の電話を用意して随時メッセージを吹き込み、リスナーは最新の若宮の声を聴くことができた。

ラジオ大阪
- ラジオ芸術交差点（土曜 14:15 - 14:30、2005年10月8日 - 2009年3月27日）  - 大阪芸術大学と完全コラボレーション
  - 毎回、1カ月を通して大阪芸術大学の各学部の教授が出演し、芸術の奥の深さ・楽しさ・素晴らしさを知って、芸術に興味を持ち、定年された方、専業主婦の方などに、生涯教育として実践してもらおうという番組。
- ハッピー・プラス（金曜 7:30 - 11:00、2019年4月5日 - ）
  - 若宮テイ子のちょこっとプラス（金曜 7:00-7:30、2021年1月8日 - ）
- ラジオが大好き（2020年12月30日・2021年1月6日　桜井一枝と初共演)
- ハートに効く聴くラジオ 27カラット マジック（金曜深夜3:00 - 4:00、2021年4月3日 - 2022年4月2日）

FM大阪
- BREAKFAST CLUB（1993年4月 - 2002年3月）
- chatty friday（金 9:00 - 13:00のちに8:30 - 13:00、2002年4月 - 2005年3月）
- Good Day Good Night（月-水 25:00 - 27:00、2002年4月 - 2003年3月）
- 若宮テイ子のゴールデン・ナイト・ショウ（月-水 25:00 - 27:00 → 2004年4月より土 26:00 - 29:00、2003年4月 - 2006年9月30日）
- もぐもぐ（木・金 8:20 - 10:55、2005年4月 - 2007年3月30日）
- 若宮テイ子の日曜はダメょ!（日 5:00 - 8:00、2006年10月1日 - 2007年8月26日）
- 知れば知るほど司法書士（日 16:55 - 17:00 2008年1月13日 - 2008年3月?）
- 年忘れ!青春のフォーク・リフレイン（2009年12月31日 8:20 - 17:00）
- テイ子・正太のピカキン!（金 8:20 - 11:00 2007年4月 - 2011年3月）
- WELCOME!（金 8:20 - 11:00、2011年4月 - 2015年9月25日）
- GOOD MORNING OSAKA（月・火 6:00 - 11:00、2015年10月5日 - 2017年3月）

FM東京
- レコパル音の仲間たち

NHK大阪FM
- 朝のポップス